# Emiliano Rodríguez
Emiliano Rodríguez (Garrafe de Torío, 10 de junho de 1937) é um ex-jogador de basquete espanhol, que desenvolveu a sua carreira nos anos 60. Com 1,87 metros de altura, atuava como ala.